# 栃木県総合文化センター
栃木県総合文化センター（とちぎけんそうごうぶんかセンター）は、栃木県が設置し、指定管理者として財団法人とちぎ生涯学習文化財団が管理運営する、宇都宮市にあるホール。

## 概要
1991年、宇都宮市役所旧庁舎跡地に完成。優良ホール100選に指定されている。
- メインホール：客席数1,604席 - 宇都宮市文化会館の大ホールに次ぐ、県内2番目の規模を誇る。
- サブホール：客席数最大512席 - プロレス、展示会、狂言などのイベントにも対応できる。

その他、ギャラリー、会議室、レストラン有り。

## 交通
- JR宇都宮線宇都宮駅よりバスにて県庁前下車徒歩3分
- 東武宇都宮線東武宇都宮駅より徒歩10分